# Elephantomyia chiriquiana
Elephantomyia chiriquiana är en tvåvingeart som beskrevs av Alexander 1945. Elephantomyia chiriquiana ingår i släktet Elephantomyia och familjen småharkrankar.
Artens utbredningsområde är Panama. Inga underarter finns listade i Catalogue of Life.